# Matilda Lundblad
Matilda Lundblad, född 1982, är en svensk idrottsläkare, forskare, entreprenör och investerare. År 2016 grundade hon Kollarna.se, en av de första digitala vårdgivarna, som 2022 köptes upp av Doktor.se. Lundblad är vd för Doktor.se Digitalvård sedan 2023 och i samband med förvärvet av Doktor24 år 2024 klev hon in i rollen som Vd även för det bolaget. Sedan 2023 är Lundblad ledamot för Vårdföretagarnas branschstyrelse. 
Hon har arbetat som läkare för flertal landslag och Allsvenska fotbollslag däribland IF Elfsborgs herrlag sedan 2013-2024. Hon var ledamot i medicinska kommittén för Svenska fotbollsförbundet sedan 2017-2024 samt dispenskommittén i Svensk Antidoping sedan 2021-2024. I sin roll som idrottsläkare har hon lyft frågor som kostnader och skador, bristen på fotbollsskor för damer och menstruation och elitidrott. År 2020 gästade hon Olof Lundhs podd och försvarade Eva Carneiro, dåvarande Chelseas läkare, som blivit utskälld av tränaren José Mourinho då en spelare blivit skadad.
Som medlem i UEFAS forskningsgrupp doktorerade Lundblad  med sin avhandling Knee ligament injuries in male professional football players som baserades på UEFA:s skadestudie. Avhandlingen fick stor uppmärksamhet i media och nominerades till årets avhandling inom ämnesområdet ortopedi.  
2020 kom Lundblad på plats nummer 8 i både Göteborgsposten och Borås tidnings listor över mäktigaste idrottsprofiler. Tidigare har hon figurerat som toppnamn på mäktigaste kvinnor och andra listor över både idrottsprofiler och techentreprenörer.